# بیا و با من پیکی بزن
بیا و با من پیکی بزن یا «بیا با من بنوش» (انگلیسی: Come Drink with Me) یک فیلم در ژانر اکشن و فانتزی به کارگردانی کینگ هو است که در سال ۱۹۶۶ منتشر شد. از بازیگران آن می‌توان به چنگ پی-پی، الیوت نگوک، الن چویی چونگ-سان، چینگ سیاو-تونگ، آنجلا پان، مارس، جکی چان و کو فنگ اشاره کرد.
در نظر گرفته‌شده به‌عنوان یکی از بزرگ‌ترین فیلم‌های ووشیا در تمام دوران، بیا و با من پیکی بزن هم از نظر منتقدان و هم از نظر تجاری موفق بود و باعث شد چنگ پی-پی به‌عنوان یک ستاره در ژانر ووشیا شناخته شود. این فیلم به‌عنوان نمایندهٔ هنگ‌کنگ برای جایزه اسکار بهترین فیلم بین‌المللی در سی و نهمین دوره جوایز اسکار انتخاب شد، اما نامزد نشد.

## داستان
ژنگ بی‌چیو، یک قاضی استانی و پسر فرماندار، توسط راهزنی ملقب به «ببر چهره‌یَشمی» ربوده می‌شود. ببر برای آزادی استاد زندانی خود از ژنگ درخواست می‌کند که او را آزاد کند، اما وقتی ژنگ، که فردی اصول‌گراست، این درخواست را رد می‌کند، ببر او را به گروگان می‌گیرد و از فرماندار درخواست می‌کند که استادش را طی پنج روز آزاد کند، وگرنه پسرش کشته خواهد شد.
فرماندار، دختر دیگر خود را که به نام «پرستو طلایی» شناخته می‌شود، برای نجات برادرش می‌فرستد. پرستو طلایی که در ابتدا در لباس یک مرد ظاهر می‌شود، خود یک شمشیرزن و رزمی‌کار ماهر است و مهارت‌های خود را هنگامی که با راهزنان ببر در یک مهمانخانه محلی روبه‌رو می‌شود، به نمایش می‌گذارد.
یک گدای محلی که به نام «گربه مست» شناخته می‌شود، نقش فرشته نگهبان پرستو طلایی را بازی می‌کند و به‌طور پنهانی او را از تله‌ای که شبانه برایش گذاشته شده، نجات می‌دهد. روز بعد، وقتی پرستو طلایی برای تشکر نزد او می‌رود، گربه مست خود را به‌عنوان یک مست عیاش که فقط مشغول جمع‌آوری خرده‌های غذا با ارتش کودکانش است، نشان می‌دهد. اما او به صورت پنهانی با استفاده از یک پیام رمزی در یک ترانه، محل اختفای راهزنان را افشا می‌کند و در این پیام به نویسهٔ سنتی چینی «معبد» (廟) اشاره می‌کند.
گروه ببر چهره‌یشمی، یک صومعه بودایی محلی را با حمایت رئیس فاسد آن، لیائو کونگ، تصرف کرده‌اند. پرستو طلایی به‌عنوان یک زائر به داخل محوطه نفوذ می‌کند، اما به سرعت توسط ببر چهره‌یشمی شناسایی و به نبردی مستقیم کشیده می‌شود. با وجود مهارت‌هایش، او به شدت در اقلیت قرار دارد و تنها به زحمت از این درگیری جان سالم به در می‌برد. در جریان این نبرد، او توسط یکی از دارت‌های سمی ببر زخمی می‌شود و در جنگل توسط گربه مست نجات یافته و تحت مراقبت او بهبود می‌یابد.
در دوران نقاهت، پرستو طلایی متوجه می‌شود که گربه مست در واقع «فن دا-پِی»، یک استاد شائولین و رهبر مدرسهٔ کونگ‌فوی «چوب سبز» است، که هویت خود را مخفی نگه داشته است. لیائو کونگ، برادر خونی فن است و او را زمانی که یک یتیم گرسنه بود، به جامعه هنرهای رزمی معرفی کرده بود. اما لیائو کونگ، که تشنه قدرت بود، استادشان را برای تصاحب مدرسه به قتل رساند و به دنبال دستیابی به عصای بامبو ارزشمندی که نماد مدرسه است، بود؛ عصایی که اکنون در اختیار فن قرار دارد. هرچند لیائو کونگ ادعای جانشینی قانونی دارد، زیرا قدیمی‌ترین شاگرد استاد بود، فن معتقد است که اعمال جنایتکارانهٔ او این حق را از او سلب کرده‌اند. با این حال، فن به دلیل قدردانی از نجات جانش و برتری مهارت‌های لیائو، تمایلی به مبارزه با برادر خونی خود ندارد.
فن برای مبادلهٔ زندانی میان ژنگ بی‌چیو و استاد راهزنان مذاکره می‌کند. اما پس از آزادی بی‌چیو، فن به راهزنان حمله کرده و مانع از آزادی رهبرشان می‌شود. در حالی که سربازان حکومتی رهبر راهزنان را به زندان بازمی‌گردانند، راهزنان به کاروان حمله می‌کنند. پرستو طلایی که رهبری گروهی از جنگجویان زن را بر عهده دارد، موفق می‌شود آنها را دفع کند و همهٔ آن‌ها را به جز ببر چهره‌یشمی که با مداخله لیائو کونگ نجات می‌یابد، از بین می‌برد.
مبارزه‌ای میان فن و لیائو کونگ رخ می‌دهد و فن، برادر خونی خود را در موقعیتی که او را در آستانه مرگ قرار می‌دهد، تهدید می‌کند که تنها در صورت توبه از اعمال شیطانی‌اش، او را خواهد بخشید. لیائو ظاهراً موافقت می‌کند، اما بعداً به خانه فن حمله می‌کند. در نبرد نهایی، فن با استفاده از عصای بامبوی استادشان، لیائو را می‌کشد.

## بازیگران
- چنگ پی-پی در نقش «پرستو طلایی» ژنگ
- الیوت نگوک در نقش «گربه مست» فن دا-پِی
- چان هونگ-لیت در نقش ببر چهرهٔ یشمی
- لی وان-چونگ در نقش «ببر خندان» تسو کان
- یئونگ چی-هینگ در نقش راهب اعظم لیائو کونگ
- وانگ چونگ در نقش ژنگ بی‌چیو
- شام لو در نقش «شماره پنج»، راهزن
- وانگ رو-پینگ در نقش «کچل»، راهزن
- هان یینگ-چیه، یوئن سیو-تی‌ین، کو فنگ و تینگ شان-هسی در نقش راهزنان
- هاو لی-جن در نقش راهب سالخورده
- چئونگ هی در نقش مهمانخانه‌دار
- جکی چان، مارس (بازیگر) و الن چویی چونگ-سان در نقش کودکان گدا
- چینگ سیاو-تونگ در نقش نوآموز
- آنجلا پان در نقش سرباز

## تولید
فیلم بیا و با من پیکی بزن به‌صورت صحنه‌ای در تایوان و در استودیو Shaw Brothers در هنگ‌کنگ فیلم‌برداری شد. این فیلم نقش برجسته‌ای برای بازیگر چنگ پی-پی بود، که در زمان فیلم‌برداری تنها ۱۹ سال داشت. چنگ پیشینه‌ای در هنرهای رزمی نداشت، اما یک رقصنده باله و طراح رقص آموزش‌دیده بود، چیزی که کینگ هو، کارگردان فیلم، آن را مناسب برای سبک فیلم‌سازی اکشن خود می‌دانست.
هو به منتقد تونی رینز (به نقل از کتاب بی لوگن) گفته بود که او به‌طور عمدی یک رقصنده باله را برای نقش اصلی زن انتخاب کرده است، «... به‌جای مبارزه. من به اپرای پکن و به‌ویژه به حرکات و جلوه‌های آن علاقه دارم، اگرچه فکر می‌کنم بیان آن‌ها روی صحنه دشوار است، جایی که محدودیت‌های فیزیکی زیاد است.» کینگ هو اذعان داشت که برخی از مبارزات فیلم به‌جای واقع‌گرایانه، به‌شکل سبک‌پردازی‌شده طراحی شده‌اند، اما ادعا کرد که مبارزات در فیلم‌هایش همیشه بر اساس ایدهٔ رقص بوده است.
جکی چان به‌طور شایعه‌وار به‌عنوان یکی از خوانندگان کودک در ابتدای فیلم ظاهر شده است. با این حال، چنگ پی-پی در تفسیر صوتی نسخه دی‌وی‌دی هنگ‌کنگ این فیلم، این ادعا را رد کرده است. با این وجود، این فیلم در میان اعتبارهای بازیگری چان در وب‌سایت رسمی او و زندگی‌نامهٔ خودنوشت او فهرست شده است.

## پذیرش
این فیلم در زمان اکران در هنگ‌کنگ بسیار موفق بود و چنگ پی-پی و دیگران را به شهرت رساند.

## نسخه خانگی
در سال ۲۰۰۳، شرکت Intercontinental Video Limited (IVL) از طریق سلسشیال پیکچرز نسخه‌ای دیجیتالی ترمیم‌شده از این فیلم کلاسیک را با یک تریلر جدید و مصاحبه‌هایی از جمله با چنگ پی-پی منتشر کرد.
در مه ۲۰۰۸، شرکت Dragon Dynasty نسخهٔ خود را با انتقال تصویری بهبودیافته، صدای مونو ماندارین اصلی و محتوای اضافی انحصاری منتشر کرد، از جمله تفسیر صوتی جدیدی با چنگ پی-پی، تریلرها و مصاحبه‌هایی با بازیگران (چنگ پی-پی، یوهوا) و کارگردان کینگ هو.

## دنباله
دنباله‌ای با عنوان پرستوی طلایی (فیلم ۱۹۶۸) در سال ۱۹۶۸ منتشر شد. چنگ پی-پی نقش خود را تکرار کرد و جیمی وانگ یو به‌عنوان بازیگر مرد هم‌بازی او بود.

## بازسازی تولیدنشده
تهیه‌کنندگان باب واینستین و هاروی واینستین در آوریل ۲۰۰۷ اعلام کردند که در فیلم‌هایی با مضامین آسیایی سرمایه‌گذاری خواهند کرد. یکی از این فیلم‌ها بازسازی بیا با من بنوش به کارگردانی کوئنتین تارانتینو بود. با این حال، از آن زمان تاکنون اطلاعات کمی در مورد این پروژه منتشر شده است و در ژوئن ۲۰۰۸، تارانتینو اعلام کرد که پروژه بعدی او [[حرامزاده‌های لعنتی] خواهد بود و وضعیت بازسازی نامشخص باقی ماند.